# Microscopio de fluorescencia
El microscopio de fluorescencia es una variación del microscopio de luz ultravioleta en el que los objetos son iluminados por rayos de una determinada longitud de onda. La imagen observada es el resultado de la radiación electromagnética emitida por las moléculas que han absorbido la excitación primaria y reemitido una luz con mayor longitud de onda. Para dejar pasar sólo la emisión secundaria deseada, se deben colocar filtros apropiados debajo del condensador y encima del objetivo.
La microscopía de fluorescencia se utiliza para detectar sustancias con autofluorescencia como la vitamina A o sustancias marcadas con fluorocromos. Además permite determinar la distribución de una solo especie de molécula, su cantidad y ubicación en el interior de la célula. Se pueden realizar estudios de colocalización e interacción, así como observar las concentraciones de iones y procesos intra y extracelulares como la endocitosis y exocitosis.

Estructura de un microscopio de fluorescencia.

## Principio de fluorescencia
La fluorescencia es uno de los fenómenos físicos más utilizados en microscopía biológica y analítica, principalmente por su alta sensibilidad y especificidad. La fluorescencia es un fenómeno de luminiscencia de vida corta, y es la propiedad que tienen ciertas moléculas denominadas fluorocromos y fluoróforos.
- Fluorocromos: moléculas capaces de absorber fotones y emitir fotones de menor energía (mayor longitud de onda);
- Fluoróforos: parte del fluorocromo responsable de la emisión de fluorescencia.[2]

Este fenómeno se produce cuando un electrón de un átomo absorbe toda la energía de una determinada longitud de onda de la luz, saltando a orbitales de un mayor nivel energético (estado excitado). Es una situación inestable durante la que se emite la mayor parte de la energía que se ha absorbido (con mayor longitud de onda) y vuelve a desplazarse a su orbital.

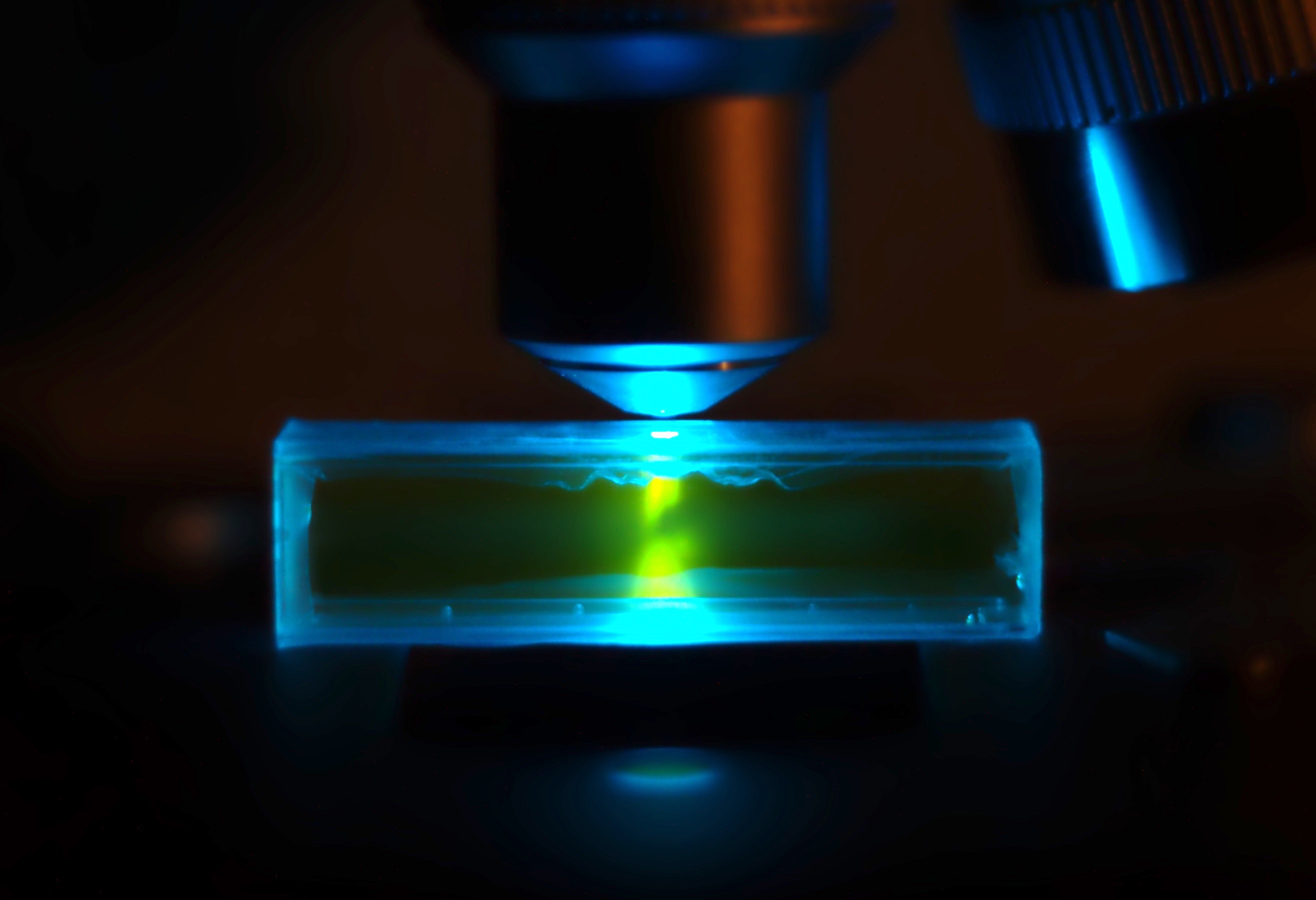
Una muestra de esperma de arenque teñida con SYBR Green en una cubeta iluminada con luz azul en un microscopio de epifluorescencia. El SYBR Green se liga al ADN del esperma y, una vez ligado, fluoresce emitiendo luz verde cuando se lo ilumina con luz azul.

### Variables que afectan la fluorescencia
- Rendimiento cuántico
- Estructura
- Rigidez estructural
- Temperatura y disolvente
- Efecto de pH
- Efecto de la concentración[3]

### Disminución de fluorescencia
- Photobleaching
- Quenching[2]

Aprovechando este fenómeno, se han creado los fluorocromos (también conocido como fluoroforos). Para utilizarlos necesitamos una bombilla que emita luz ultravioleta y luz visible. Para excitar el fluorocromo necesitamos un filtro de excitación que seleccione la longitud de onda que excita nuestro fluorocromo. Los más comunes son el DAPI que tiñe el núcleo de las células y el GFP.

## Requerimientos para el microscopio de fluorescencia
- Fuente de luz
- Filtros
- Objetivos[1]